# Гленвуд Сити (Висконсин)
Гленвуд Сити (енгл. Glenwood City) град је у америчкој савезној држави Висконсин.

## Демографија
По попису из 2010. године број становника је 1.242, што је 59 (5,0%) становника више него 2000. године.
| Група             | 2000.         | 2010.         |
| Белци             | 1.170 (98,9%) | 1.202 (96,8%) |
| Афроамериканци    | 1 (0,1%)      | 1 (0,1%)      |
| Азијати           | 4 (0,3%)      | 6 (0,5%)      |
| Хиспаноамериканци | 2 (0,2%)      | 24 (1,9%)     |
| Укупно            | 1.183         | 1.242         |